# Sumner Welles

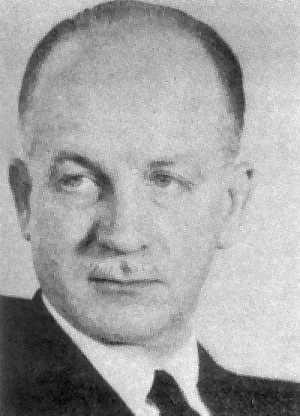
Sumner Welles.

Benjamin Sumner Welles (Nueva York, 14 de octubre de 1892 - Bernardsville, NJ, 24 de septiembre de 1961) fue un funcionario del gobierno estadounidense y diplomático en el Servicio Exterior. Fue asesor de política exterior del presidente Franklin Delano Roosevelt, y se desempeñó como subsecretario de Estado de 1937 a 1943, durante la presidencia del mismo.

## Primeros años
Benjamin Sumner Welles nació en Nueva York, hijo de Benjamin J. Welles (1857-1935) y Frances Wyeth Swan (1863-1911). Él prefería ser llamado Sumner como su famoso pariente Charles Sumner, senador por Massachusetts durante la Guerra Civil y la Reconstrucción. Su familia era rica y estaba ligada a las familias más prominentes de la época. Era sobrino nieto de Caroline Schermerhorn Astor Webster, conocida como «la señora Astor». Entre sus antepasados estaban Thomas Welles, gobernador colonial de Connecticut, y Increase Sumner, gobernador de Massachusetts entre 1797 y 1799.
La familia Welles también estaba conectada a los Roosevelt. Una prima de Sumner Welles se casó con James «Rosy» Roosevelt, Jr., medio hermano del futuro presidente Franklin D. Roosevelt (FDR). A la edad de 10 años, Welles se inscribió en la Escuela de Día de la señorita Kearny para Niños de Nueva York. En septiembre de 1904, entró en la Groton School de Massachusetts, donde permaneció durante seis años. Allí compartió habitación con el hermano de Eleanor Roosevelt. Fue paje en la boda de Franklin D. Roosevelt con Eleanor en marzo 1905 a la edad de 12 años.
Welles asistió a la Universidad de Harvard, donde estudió Economía y Literatura y cultura ibérica, y se graduó después de 3 años en 1914.

## Matrimonio y vida familiar
Sumner Welles se casó con Esther «Esperanza» Slater, de Boston, la hermana de un compañero de habitación de Harvard el 14 de abril de 1915, en Webster, Massachusetts. Ella provenía de una familia igualmente prominente que poseía un imperio textil con sede en Massachusetts. Una heredera descendiente del industrial Samuel Slater y nieta del pintor Boston William Morris Hunt. Sumner y su esposa tuvieron dos hijos, Benjamin Welles (1916-2002), corresponsal en el extranjero para el New York Times, y posteriormente biógrafo de su padre, y Arnold Welles (1918-2002). Esther Slater Welles obtuvo el divorcio de Sumner Welles en París en 1923, «por motivos de abandono y de rechazo a vivir con su esposa».
Welles ganó notoriedad pública por sus negocios con obras de arte. En 1925, por ejemplo, vendió una colección de biombos japoneses que habían estado expuestos en el Museo Metropolitano de Arte desde hacía varios años.
Welles se casó con Matilde de Scott Townsend (1885-1949), «una beldad internacional notable» cuyo retrato había sido pintado por John Singer Sargent, el 27 de junio de 1925, en el estado de Nueva York. Hasta la Segunda Guerra Mundial, Welles vivió en la Avenida Massachusetts en Washington, DC, en la mansión histórica Townsend, diseñado por Carrère y Hastings, más tarde la casa del Club Cosmos. Matilde murió en 1949 de peritonitis mientras estaba de vacaciones en Suiza con su marido.
Welles pasó la mayor parte de su tiempo a pocos kilómetros de Washington en el campo de Maryland en la casa rural Oxon Hill Manor diseñada para él por Jules Henri de Sibour y construido en una propiedad de 245 acres en 1929. Allí recibía a dignatarios y diplomáticos extranjeros y organizaba reuniones informales de funcionarios de alto nivel. Franklin Delano Roosevelt también utilizó el sitio como un escape ocasional de la ciudad.
Welles se casó con Harriette Appleton Post, una amiga de infancia, en la ciudad de Nueva York el 8 de enero de 1952, en casa de la novia en la Quinta Avenida.

## Carrera diplomática
Después de graduarse de la Universidad de Harvard, Welles siguió el consejo de Franklin Delano Roosevelt y entró en el Servicio Exterior. El New York Times lo describió al momento de unirse al servicio exterior como: «Alto, delgado, rubio, y siempre adaptado correctamente, que ocultaba una timidez natural bajo una apariencia de firmeza digna; aunque intolerantes con la ineficiencia, logró mostrar tacto y paciencia autoimpuesta». Aseguró una asignación a Tokio, donde sirvió en la embajada como tercer secretario brevemente.

## Últimos años

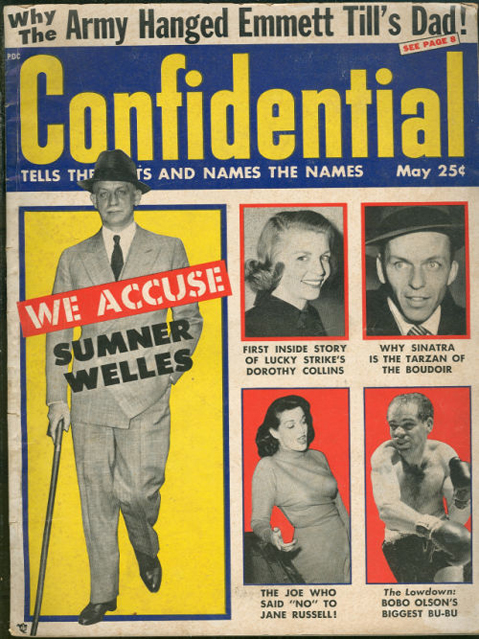
Portada de la revista que en 1956 publicó el "escándalo sexual" en el que se involucró a Sumner en 1940

Welles hizo su primera aparición pública tras su dimisión en octubre de 1943. En declaraciones a la Foreign Policy Association, esbozó su visión del mundo de la posguerra, incluyendo la participación estadounidense en una organización mundial con una capacidad militar. También propuso la creación de organizaciones regionales. También hizo un llamado al Presidente para expresar sus opiniones y ayudar a formar la opinión pública, elogiando al Presidente por fin «con razón considerado en todo el mundo como el paladín de las fuerzas de la democracia liberal», sin mencionar una sola vez el secretario de Estado Hull. Continuando su carrera de largo se centran en América Latina, dijo que «si queremos alcanzar nuestra propia seguridad todas las naciones del Hemisferio Occidental, también debe obtener la misma medida amplia de la garantía de que nosotros en el mundo del futuro». Se prevé también el fin al colonialismo como un principio rector del nuevo orden mundial:
En 1944, Welles prestó su nombre a una campaña de recaudación de fondos por la United Jewish Appeal para traer a los refugiados judíos de los Balcanes a Palestina.
Ese mismo año fue el autor de La hora de la Decisión. Sus propuestas para el fin de la guerra incluyen modificaciones en las fronteras de Alemania para transferir Prusia Oriental a Polonia y para extender la frontera oriental de Alemania de incluir las poblaciones de habla alemana más al este. Luego se sugirió que se divida en 3 estados de Alemania, todos los que se incluirían en una nueva unión aduanera europea. Un alemán políticamente dividido, quedarían integrados en una Europa cohesionada económica. También «a favor de la transferencia de las poblaciones para que las distribuciones étnicas en conformidad con las fronteras internacionales». Con el público comprometido en el debate sobre los Estados Unidos de la posguerra papel, The Time for Decision vendió medio millón de copias.
Welles se convirtió en un destacado comentarista y autor de los asuntos exteriores. En 1945, se unió a la American Broadcasting Company para guiar a la organización del «Foro de Sumner Welles la Paz», una serie de 4 programas de radio que ofrecen comentarios de expertos en la Conferencia de San Francisco, que escribió el documento fundacional de las Naciones Unidas. Llevó a cabo un proyecto para editar una serie de volúmenes en las relaciones exteriores de la Harvard University Press.
En 1948, Welles escribió No debemos fallar, un libro corto que se presentó por primera vez una historia y evaluar los reclamos que compiten a Palestina. Sostuvo que la política estadounidense debe insistir en el cumplimiento de la promesa de 1947 de la Asamblea General de Naciones Unidas el establecimiento de dos estados independientes dentro de una unión económica, vigilado por una fuerza de las Naciones Unidas. Criticó a los funcionarios norteamericanos cuya obsesión con la presentación de Rusia necesaria para los intereses árabes y el petróleo. Hacer cumplir la decisión de la ONU era su preocupación primordial, porque era una oportunidad para establecer el papel de la organización en la escena internacional que ningún otro interés podría triunfar.
Más tarde ese año, el Congreso Judío Americano presentó Welles con una cita que ha elogiado su «defensa valiente de la causa de Israel entre las naciones del mundo».
Welles era un miembro de la rama americana de la Instituto de Relaciones del Pacífico, una organización que fomenta el estudio del Lejano Oriente y el Pacífico. El senador Joseph McCarthy reiteró en repetidas ocasiones la acusación de que el instituto era un frente comunista.
Se mantuvo siempre en el ojo público. Por ejemplo, su salida en la Île de France para Europa se observó como él se negó a comentar las imputaciones hechas por el senador Joseph McCarthy, de comunistas en el Departamento de Estado.
Él vendió su propiedad en las afueras de Washington en 1952, y Oxon Hill Manor se convirtió entonces en la casa de un «gran colección de la cultura americana».
En 1956, Confidencial, una revista de escándalo, publicó un informe sobre el incidente 1940 Pullman y lo vinculó a su renuncia al Departamento de Estado, junto con las instancias adicionales de conducta sexual inapropiada o la embriaguez. Welles », explicó el incidente de 1940 a su familia como nada más que una conversación bajo embriaguez con el personal del tren.
Murió el 24 de septiembre de 1961 a los 68 años en Bernardsville, Nueva Jersey. Está enterrado en el Cementerio de Rock Creek en Washington, DC.
Winston Churchill, quien hizo famosa la frase de «Sin palabras», antes que Welles, lo citó como su fuente para la respuesta críptica.
Documentos de Welles se llevan a cabo por el Archivo Nacional de la Biblioteca Franklin D. Roosevelt en Hyde Park, Nueva York.
Andréi Gromyko, embajador de la URSS en los EE. UU. entre 1943 y 1946, dijo en 1988 sobre Welles:

Welles era visitante habitual de la Casa Blanca y el propio Roosevelt escuchaba sus opiniones. Curiosamente, en un libro que vio la luz en los momentos cruciales de la guerra (La hora de la decisión, Nueva York, 1944), expuso con toda claridad sus opiniones sobre los grandes hombres de negocios de Occidente: «estaban firmemente convencidos de que la guerra entre la Unión Soviética y la Alemania de Hitler redundaría en beneficio de sus intereses. Mantenían que Rusia sería definitivamente derrotada y el comunismo, por tanto, liquidado». Aun así, en lo referente a las relaciones soviético-americanas, a Welles le encomendaban las tareas desagradables, tales como formular protestas y presentar reclamaciones. El personal de nuestra embajada lo sabía y, cuando alguien tenía que realizar una visita al Departamento de Estado procuraba, en lo posible, ver a otros funcionarios. Sin embargo, nos servía de consuelo saber, a través de nuestras relaciones con otras embajadas, que sus contactos con ellos eran del mismo estilo.
Andréi Gromyko, Memorias (1988) p.71